# Gilbert Baker

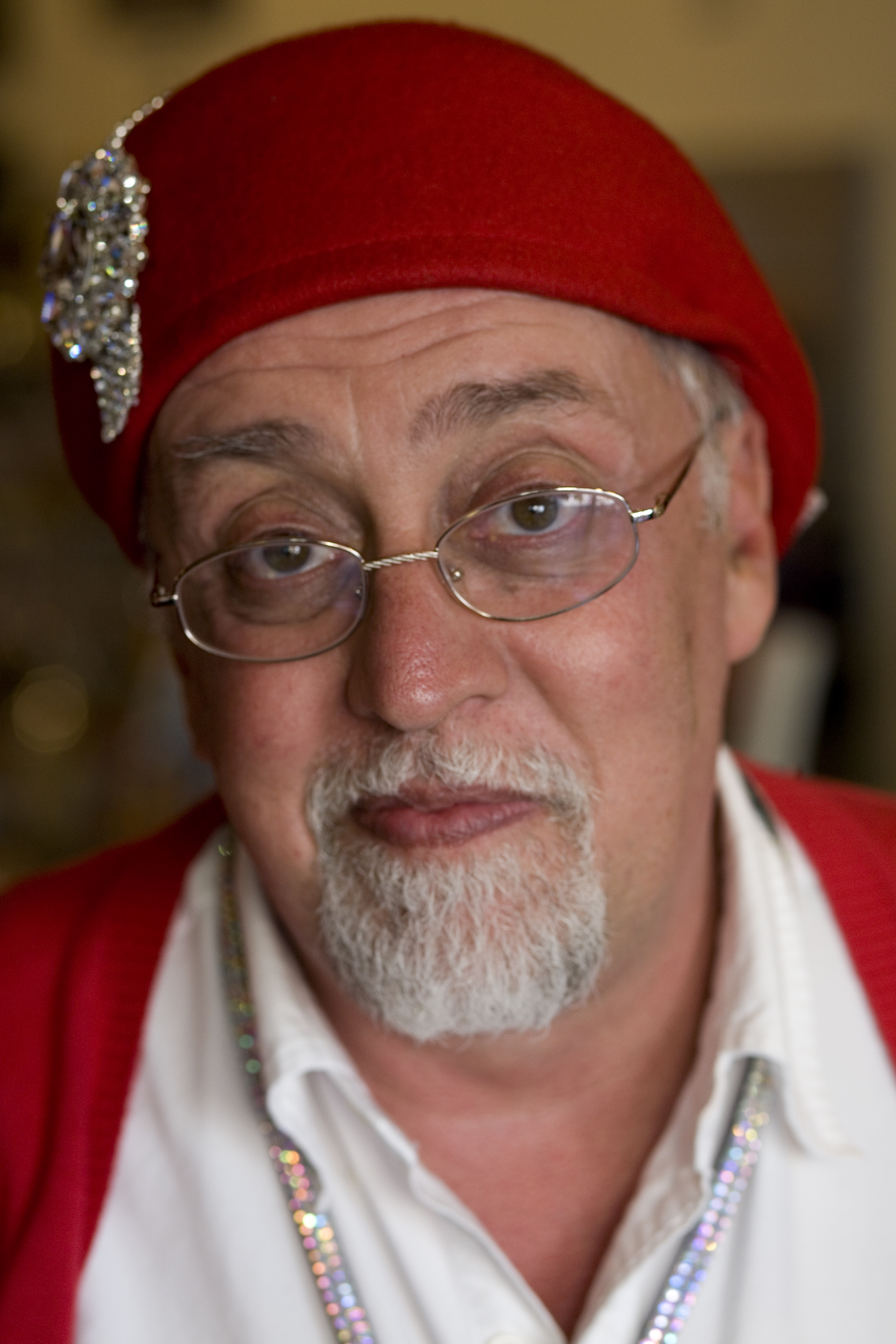
Baker em 2012

Gilbert Baker (Chanute, 2 de junho de 1951 — Nova Iorque, 31 de março de 2017) foi um artista, ativista dos direitos LGBT e designer estadunidense, conhecido como o criador da bandeira do arco-íris (1978).

## Biografia
Baker nasceu em 1951 na cidade de Chanute, no estado americano do Kansas. Seu pai era juiz e sua mãe era professora, sua avó era dona de uma loja de roupa feminina, sua família era predominantemente judia incluindo ele. Entre 1970 e 1972, Baker serviu as Forças Armadas americanas e após ser dispensado pelo exército, Baker se muda para São Francisco, nesta época o movimento LGBT começava a crescer na cidade.  Em São Francisco, Baker começa a desenvolver suas habilidades com a costura. Ele passa então a usar suas habilidades para criar cartazes e costurar faixas para marchas de protesto contra a Guerra do Vietnã e a favor da causa LGBT. É durante os protestos que Baker conhece e se torna amigo de Harvey Milk. É Milk que desafia Baker a criar um símbolo de orgulho para toda a comunidade LGBT e em 1978 a bandeira do arco-íris é erguida pela primeira vez.  

## A bandeira arco-íris
A bandeira de Baker tornou-se amplamente associada às causas dos direitos LGBT, um símbolo de orgulho gay que se tornou onipresente nas décadas desde seu lançamento. Sua estreia aconteceu na parada do Dia de Liberdade Gay de São Francisco em 25 de junho de 1978.  Sobre sua obra, Baker disse que queria transmitir diversidade e inclusão, usando "algo da natureza para representar que nossa sexualidade é um direito humano".  A Bandeira original de Baker continha 8 cores, cada uma representando um aspecto diferente da humanidade e diversidade sexual. 

Bandeira arco-íris, 1978, por Gilbert Baker. As cores representem: sexualidade (rosa), vida (vermelho), cura (laranja), luz do sol (amarelo), natureza (verde), mágica/arte (turquesa), harmonia (anil), espírito humano (violeta).

A bandeira do arco-íris feita por Baker, nunca foi registrada sendo de domínio público, e por isso é altamente reproduzida. O senador do estado da Califórnia, Scott Wiener, disse que Baker "ajudou a definir o movimento LGBT moderno". Em 2015, o Museu de Arte Moderna classificou a bandeira do arco-íris como um símbolo reconhecido internacionalmente, tão importante como o símbolo da reciclagem.